# Chrysoesthia sexguttella
Chrysoesthia sexguttella — вид лускокрилих комах з родини виїмчастокрилі молі (Gelechiidae).

## Поширення
Chrysoesthia sexguttella поширений у західній частині Палеарктики. Вид зустрічається у значних частинах Європи, включаючи Британські острови та Скандинавію. Вид також зустрічається в Середземноморському регіоні та прилеглій Північній Африці. Він був завезений на північний схід Північної Америки.

## Опис
Розмах крил 8-10 мм. Голова сіро-металева. Передні крила темно-багряно-сірі, з домішками чорного, з білуватими лусочками; жовта субдорзальна пляма посередині і менша дискальна ззаду; погано окреслена охристо-біла торнальна пляма та інша на кості на 3/4. Задні крила сірі. Личинка жовто-білувата; лінія спини бурувата; бічна лінія з оранжево-червонуватих плям; голова блідо-коричнева; пластина 2 чорна.

## Спосіб життя
Є два покоління на рік. Дорослі особини знаходяться на крилі з травня по червень, і знову з серпня по вересень. Личинки мінують листя рослин Atriplex, Chenopodium, Amaranthus blitum, Amaranthus caudatus, Bassia scoparia та Spinacia. Вони утворюють викривлену галерею на поверхні листя.